# Wanamassa, New Jersey
Wanamassa, New Jersey (енгл. Wanamassa) насељено је место без административног статуса у америчкој савезној држави Њу Џерзи.

## Демографија
По попису из 2010. године број становника је 4.532, што је 19 (-0,4%) становника мање него 2000. године.
| Група             | 2000.         | 2010.         |
| Белци             | 4.185 (92,0%) | 3.782 (83,5%) |
| Афроамериканци    | 58 (1,3%)     | 155 (3,4%)    |
| Азијати           | 129 (2,8%)    | 199 (4,4%)    |
| Хиспаноамериканци | 136 (3,0%)    | 293 (6,5%)    |
| Укупно            | 4.551         | 4.532         |